# AIDC T-5 Brave Eagle
Le AIDC T-5 Yung Ying (Brave Eagle)  (chinois traditionnel : 勇鷹 ; pinyin : Yǒngyīng) est un avion d'entraînement militaire taïwanais produit par la Aerospace Industrial Development Corporation (en) (AIDC).

## Historique

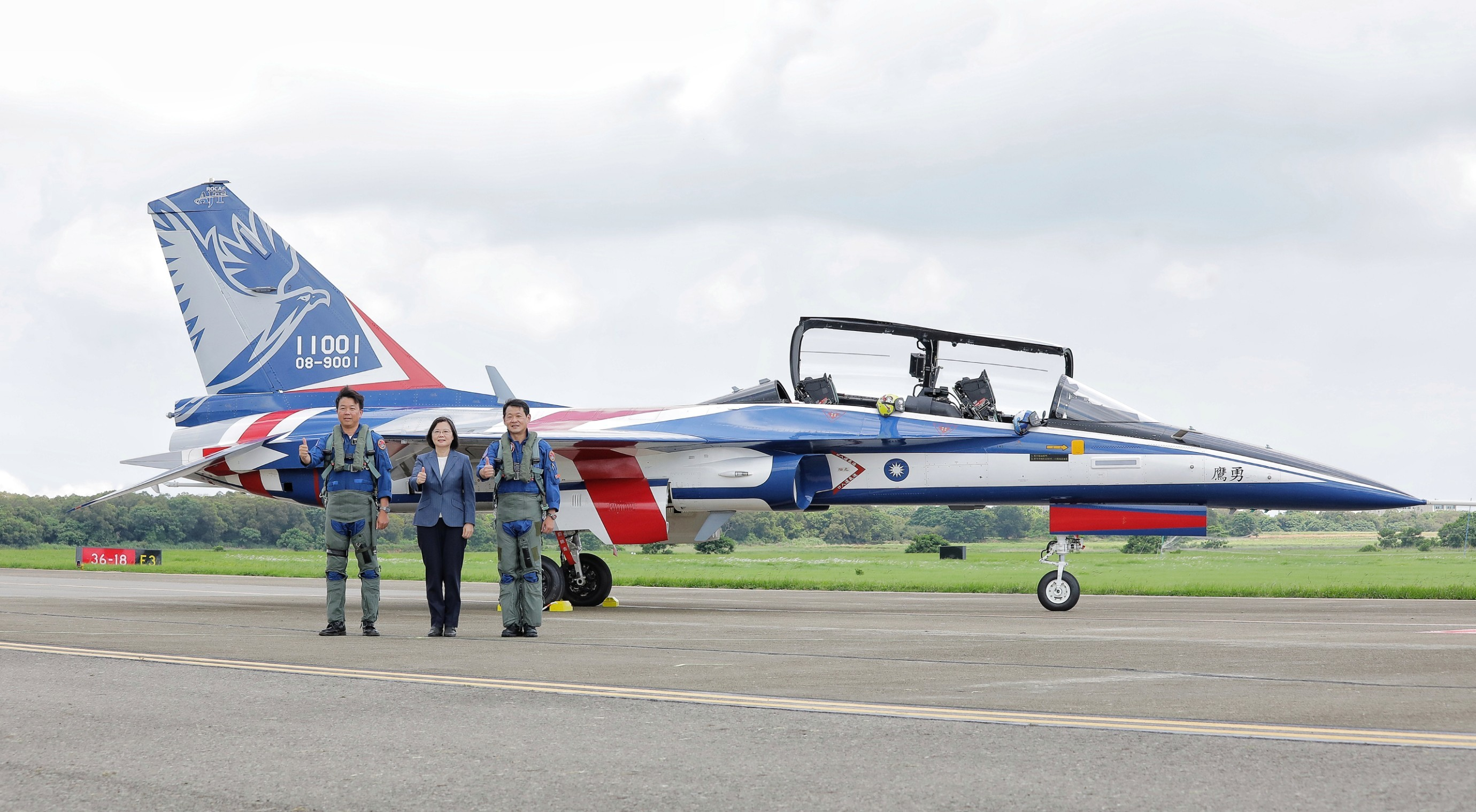
La présidente taïwanaise Tsai Ing-wen avec les deux pilotes du premier T-5 le 5 juin 2020.

Le projet Advanced Jet Trainer (AJT) a débuté au début des années 2000 alors que la Force aérienne de la république de Chine cherchait à remplacer sa flotte vieillissante de chasseurs d'entraînement AIDC AT-3 Tzu-Chiang et F-5E/F. Trois modèles ont été proposés, un AT-3 modernisé sous la marque AT-3 MAX, une évolution de l'AIDC F-CK-1 Ching-Kuo appelée XAT-5 et l'Aermacchi M-346. En 2017, il a été annoncé que le XAT-5 avait remporté l'appel d'offres, 
Le T-5 Brave Eagle, initialement désigné XT-5 Blue Magpie (藍鵲, « pie bleue ») est un avion d'entraînement avancé  est conçu par le National Chung-Shan Institute of Science and Technology (en) et AIDC. sur la base du chasseur AIDC F-CK-1 Ching-Kuo.
L'AIDC avait baptisé le nouvel appareil « Blue Magpie » en hommage à la pie bleue taïwanaise, endémique à Taiwan, mais le 27 novembre 2018, le ministère de la Défense nationale a annoncé qu'il lancerait un concours pour choisir le nom officiel de l'avion. Le concours était uniquement ouvert aux citoyens taïwanais et le public était invité à soumettre un nom en deux caractères chinois et une description de 100 mots maximum. Les gagnants des 1re, 2e et 3e places recevront respectivement 50 000 NT$, 30 000 NT$ et 20 000 NT$.
Le 24 septembre 2019, la présidente Tsai Ing-wen a officiellement baptisé le nouvel avion « Brave Eagle » lors de la cérémonie de déploiement du premier prototype.
Celui-ci effectue son premier vol le 10 juin 2020.
Le premier est livré le 29 novembre 2021.
Au total, 66 AT-5 doivent être livrés avant fin 2026 et remplaceront les F-5E/F, retirés du service fin 2013, au sein de la 7e Escadre d'entraînement au pilotage à Taitung et l'AIDC AT-3 Tzu Chung au sein de la l'Air Force Academy (AFA) de la base aérienne de Gangshan. Il est prévu que 33 AT-5 soit livrés au 7e FTW et 12 AT-5 à l'AFA d'ici fin 2024.
Le calendrier de livraison est de 2 avions en 2021, 8 en 2022, 17 en 2023, 18 en 2024, 18 autres en 2025 et les 3 derniers en 2026.
La première perte d'un T-5 à lieu le 15 février 2025 lorsqu'un s’écrase en mer a environ 8 km au large du comté de Taitung à la suite d'une panne moteur. Le pilote s'est éjecté et il est sain et sauf. À cette date, 41 avaient été livrés.